# نادومتسه
نادومتسه (به صربی: Nadumce) یک منطقهٔ مسکونی در صربستان است که در توتین، صربستان واقع شده‌است. نادومتسه ۱۶۱ نفر جمعیت دارد.